# Albanis Beaumont
Pour les articles homonymes, voir Beaumont.
Jean-François Albanis Beaumont, né le 19 mai 1753 à Chambéry et mort le 27 novembre 1811 à Sixt-Fer-à-Cheval, est un ingénieur et un géographe savoyard.

## Biographie
Albanis Beaumont est né à Chambéry, le 19 mai 1753 d'un père cuisinier. Il fait ses études classiques à Chambéry et à 17 ans se rend à Paris. Il étudie pendant 4 ans à École royale du génie de Mézières et reçoit plusieurs commissions dans le Bourbonnais.
Revenu en 1775 à Chambéry, il dessine les décorations pour la célébrations du mariage de Clotilde de France et du prince Charles-Emmanuel. Il se rend ensuite à Nice. L'ingénieur militaire piémontais, Filippo Nicolis comte de Robilant, l'a encouragé à passer au service de Victor-Amédée III, qui le place auprès de l'ingénieur en chef du comté de Nice Jean-François Michaud, ingénieur en chef du Comté de Nice. Il participe aux importants travaux en cours dans le Port Lympia. Il est inscrit le 30 avril 1780, dans la classe des architectes civils de l'Université de Turin.
Il accompagne le duc de Gloucester, William Frederick de Hanovre dans son Grand Tour (Allemagne, Italie, France et Suisse) qui lui confie par la suite l'éducation de ses enfants. Il s'installe alors en Grande-Bretagne et épouse une anglaise de religion protestante.
En 1787, il commence à publier, à Genève, ses premiers ouvrages consacrés au comté de Nice et aux Alpes pennines, illustrés de ses propres dessins : « Voyage pittoresque aux Alpes pennines », « Voyage historique et pittoresque du Comté de Nice », « Voyage à travers les Alpes rhétiques en 1786 », « Vues sélectionnées des antiquités et des ports du sud de la France » et « Voyage à travers les Alpes maritimes ». Il s'installe ensuite à Londres, où il publie trois nouveaux albums, notamment sur les Alpes rhétiques, entre 1792 à 1795.
En 1796, sa mission est terminée et il peut retourner en Savoie et s'installer près de Genève (département du Léman) où en 1798 il achète un petit domaine agricole sur la commune de Thônex avec lequel il envisage de se lancer dans le commerce de la laine ; mais il ne trouve pas le succès escompté et doit bientôt tout revendre et reprendre son œuvre de géographe et de voyageur.

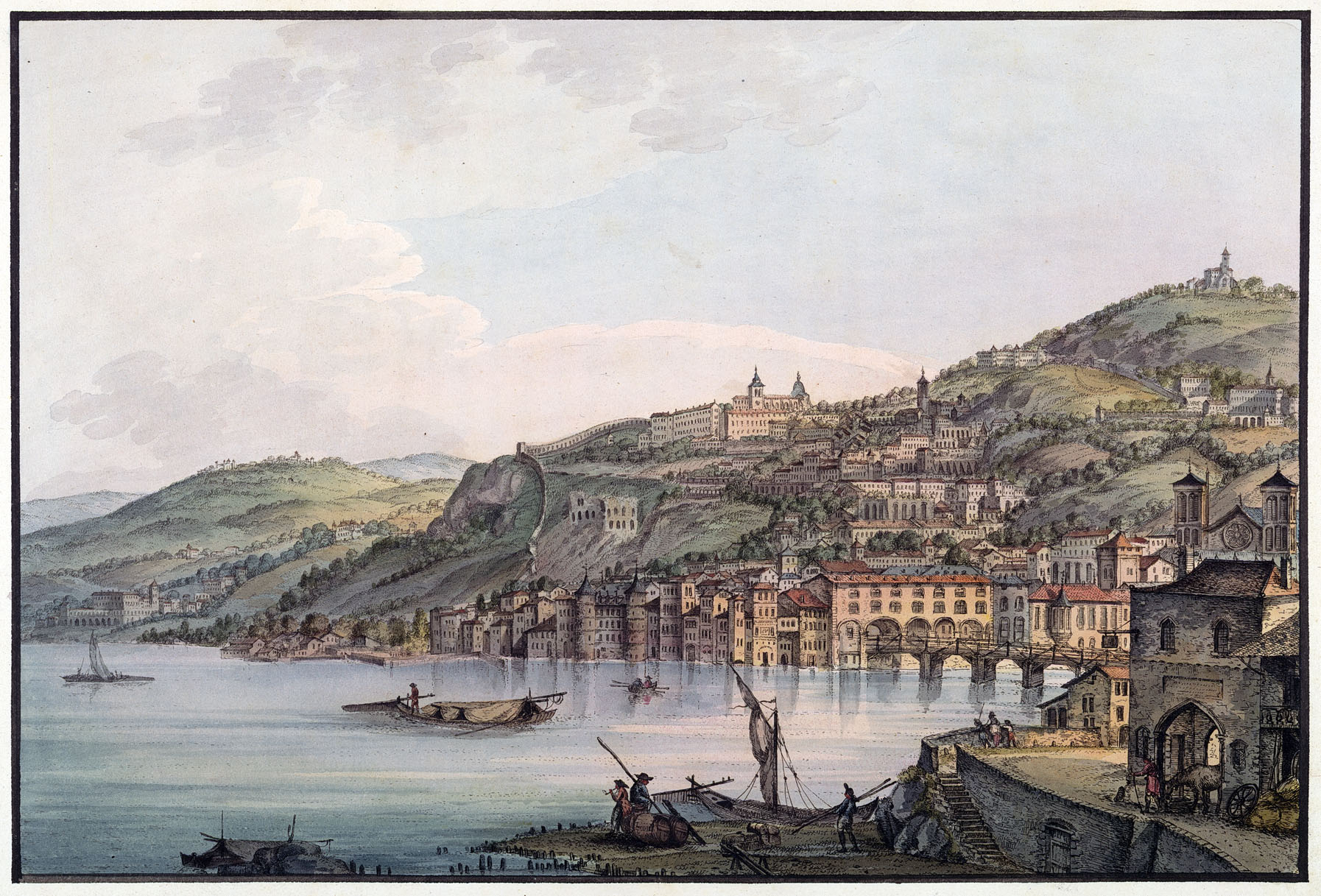
Vue de Lyon dans Voyage dans les Alpes Lépontines depuis la France vers l'Italie, 1800.

En 1800, il publie « Voyage dans les Alpes Lépontine depuis la France vers l'Italie » puis « Description des Alpes grecques et cotiennes » (1802 et 1806).
Le 27 novembre 1811, il meurt à Sixt, dans le monastère dont il est devenu le propriétaire,. Il avait repris l'exploitation des mines de fer mais il se heurtait à de trop nombreuses difficultés. Il est enterré sur place.

## Œuvres
- « Voyage pittoresque aux Alpes pennines » (1787) sur la région du Mont Blanc et du Grand-Saint-Bernard.
- « Voyage historique et pittoresque au Comté de Nice » (1787).
- « Voyages à travers les Alpes rhétiques en 1786 » (Travels through the Rhaetian Alps in the year 1786) sur la région des Grisons (Alpes rhétiques) en Suisse, à partir des notes prises lors d'un voyage avec le duc de Gloucester depuis Venise jusqu'au Tyrol.
- « Vues sélectionnées des antiquités et des ports du sud de la France » (Select Views of the Antiquities and Harbours in the South of France).
- « Voyages à travers les Alpes maritimes » (Travels through the Maritime Alps), à partir des notes prises lors d'un voyage depuis Nice jusqu'à Lyon.
- « Voyages dans les Alpes Lépontine depuis la France vers l'Italie » (Travels through the Lepontine Alps, from France to Italy) (1800).
- « Description des Alpes grecques et cotiennes » (1802 et 1806) sur les régions du Petit-Saint-Bernard, de l'Iseran, et du Mont-Cenis au Mont-Viso.